# دانیل آلفردسون (کارگردان)
دانیل آلفردسون (انگلیسی: Daniel Alfredson؛ زادهٔ ۲۳ مهٔ ۱۹۵۹) کارگردان، فیلم‌نامه‌نویس و تهیه‌کننده اهل سوئد است.

## فیلم شناسی
- قاتل ساده‌لوح (۱۹۸۲)
- نیک تاک (۱۹۹۷)
- دختری که با آتش بازی کرد (۲۰۰۹)
- دختری که به لانه زنبور لگد زد (۲۰۰۹)
- قتل‌های ساندهام